# Oilers du Cap-Breton
Les Oilers du Cap-Breton (en anglais Cape Breton Oilers) sont une franchise de hockey sur glace de la Ligue américaine de hockey ayant existé de 1988 à 1996.

## Histoire
Les Oilers de la Nouvelle-Écosse, basés à Halifax, déménagent en 1988 pour s'installer à Sydney, sur l'Île du Cap-Breton, et prennent le nom d'Oilers du Cap-Breton.
La franchise, affiliée aux Oilers d'Edmonton durant ses huit années d'existence, a particulièrement brillé lors des séries éliminatoires de la saison 1992-1993. Après une modeste troisième place en saison régulière, ils dominèrent les séries, gagnant 14 rencontres et ne concédant que 2 défaites pour remporter la coupe Calder. Un joueur marqua particulièrement ces séries : Bill McDougall. En seize matchs, il inscrivit 26 buts et 26 aides pour un total record de 52 points, soit 3,25 points par match (en comparaison, Wayne Gretzky détient le record de la Ligue nationale de hockey avec 47 points).
En 1996, la franchise déménagea à nouveau pour s'installer à Hamilton (Ontario) où elle fut renommée Bulldogs de Hamilton.

## Statistiques[1]
| Saison    | PJ | V  | D  | N  | DP | Pts | BP  | BC  | Classement Final | Séries éliminatoires |
| 1988-1989 | 80 | 27 | 47 | 6  | -- | 60  | 308 | 388 | 7e North         | Non qualifiés        |
| 1989-1990 | 80 | 39 | 34 | 7  | -- | 85  | 317 | 306 | 2e North         | Éliminés au 1ertour  |
| 1990-1991 | 80 | 41 | 31 | 8  | -- | 90  | 306 | 301 | 2e North         | Éliminés au 1ertour  |
| 1991-1992 | 80 | 36 | 34 | 10 | -- | 82  | 336 | 330 | 3e Atlantic      | Éliminés au 1ertour  |
| 1992-1993 | 80 | 36 | 32 | 12 | -- | 84  | 356 | 336 | 3e Atlantic      | Vainqueurs           |
| 1993-1994 | 80 | 32 | 35 | 13 | -- | 77  | 316 | 339 | 4e Atlantic      | Éliminés au 1ertour  |
| 1994-1995 | 80 | 27 | 44 | 9  | -- | 63  | 298 | 342 | 5e Atlantic      | Non qualifiés        |
| 1995-1996 | 80 | 33 | 40 | 3  | 4  | 73  | 290 | 323 | 5e Atlantic      | Non qualifiés        |

## Entraîneurs
- Ron Low (1988-1989)
- Don MacAdam (1989-1992)
- George Burnett (1992-1994)
- Pete Mahovlich (1994-1995)
- Lorne Molleken (1995-1996)

## Records d'équipe

### En une saison
Buts: 57  Dan Currie (1992-93)
Aides: 84  Shaun Van Allen (1991-92)
Points: 113 Shaun Van Allen (1991-92)
Minutes de pénalité: 422  Dennis Bonvie (1994-1995)
Buts encaissés par partie: 3,38  Mike Greenlay (1989-90)
% Arrêt: 89,9 %  Eldon Reddick (1990-91)
Victoires de gardien: 20  Wayne Cowley (1993-94)
Blanchissages: 3  Jason Fitzsimmons (1995-1996)

### En carrière
Buts: 219 Dan Currie
Aides: 307 Shaun Van Allen
Points: 432 Shaun Van Allen
Minutes de pénalité 969 Dennis Bonvie
Victoires de gardien: 35  Norm Foster
Blanchissages: 3 Jason Fitzsimmons
Nombre de parties: 366 Dan Currie